# Laura Peić
Laura Peić Sagmeister je likovna umjetnica iz zajednice Hrvata iz Vojvodine, iz Kanjiže.
Članica je likovnog odjela HKC Bunjevačko kolo, gdje je bila učenicom Stipana Šabića.
Od 1990-ih su za njenu umjetnost karakteristične formalne i sadržajne promjene.
Izlagala je na nekoliko samostalnih izložbi: Subotici, Senti, Bačkoj Topoli i drugdje.
2012. godine dobila je likovnu nagradu Bačke Topole na Danima Bačke Topole Nagyapaty. Kukac Peter.

## Vanjske poveznice
- Humboldt-Universität zu Berlin, Institut za slavistiku , Berlin  Arhivirana inačica izvorne stranice od 11. veljače 2021. (Wayback Machine) Mihály Szajbély - Ungarische Literatur aus Jugoslawien oder jugoslawische Literatur auf Ungarisch, Die Zentrum/Peripherie-Konzeption der neuen Generation ungarischer Intellektueller in den 1960er Jahren in der Vojvodina, spominje radove Laure Peić